# Festival Europäische Kirchenmusik

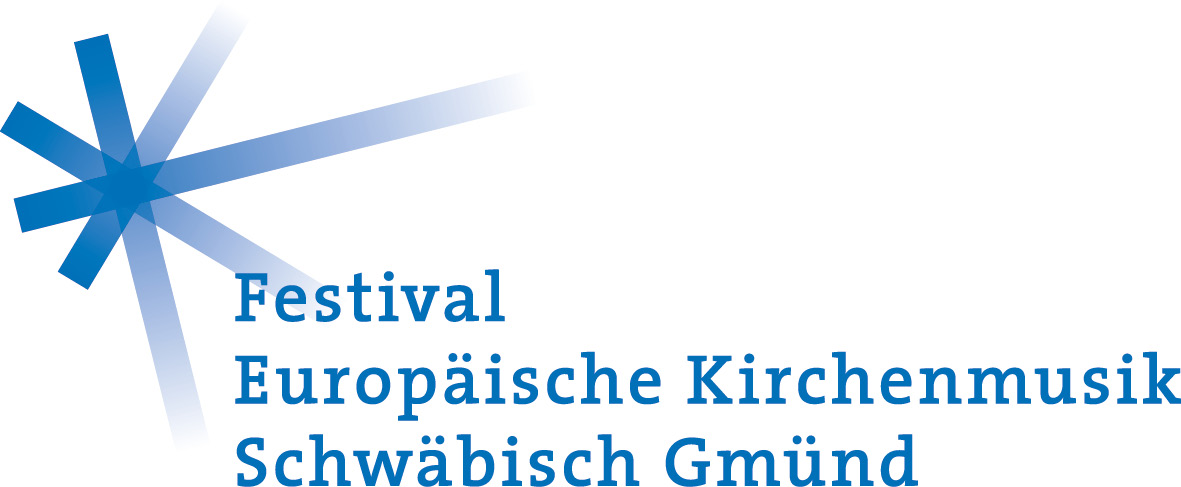
Aktuelles Logo ab 2017

Das Festival Europäische Kirchenmusik (kurz: EKM) findet seit 1989 jährlich im Juli und August in Schwäbisch Gmünd statt. Das Festival erreicht mit jährlich 12.000–15.000 Besuchern eine große Anziehungskraft.
Die Programme umfassen ein musikalisches Repertoire vom Mittelalter bis zur Gegenwart. Neben internationalen Ensembles gastieren junge Nachwuchstalente. Dazu kommen Wettbewerbe für Komposition geistlicher Musik und Orgelimprovisation, Auftragskompositionen und Uraufführungen.

## Spielstätten

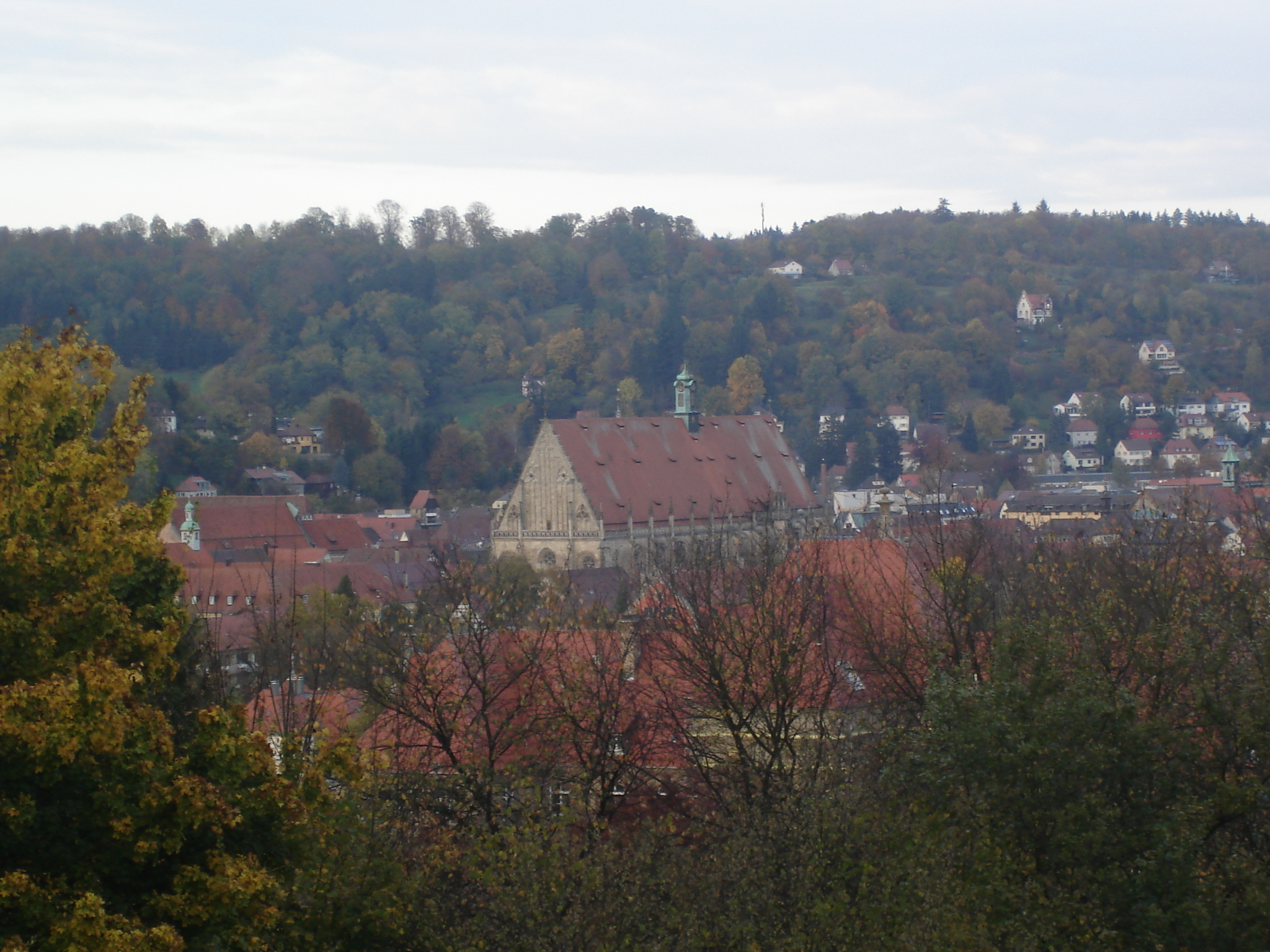
Gmünder Heilig-Kreuz-Münster

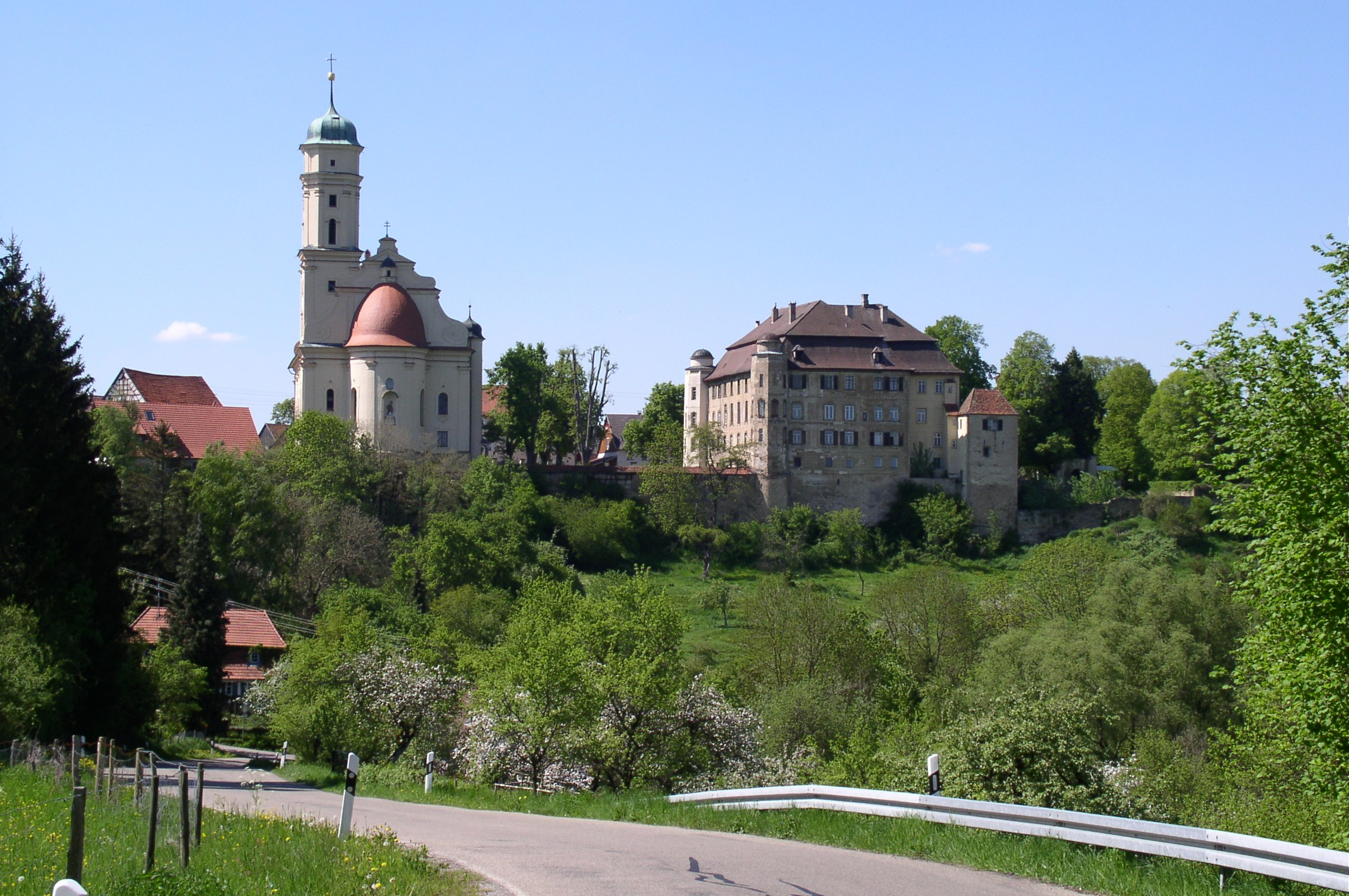
Schloss- und Wallfahrtskirche Hohenstadt

Die Spielstätten befinden sich vor allem in der Innenstadt von Schwäbisch Gmünd, aber auch herausragende Kirchengebäude in der näheren Umgebung dienen jährlich als Spielstätte des Festivals.
- Schwäbisch Gmünd (Kernstadt)
  - Augustinuskirche
  - Heilig-Kreuz-Münster
  - Johanniskirche
  - Johannisplatz
  - Klosterkirche der Franziskanerinnen
  - Kulturzentrum Prediger
  - Münsterplatz
  - St. Franziskus
- Schwäbisch Gmünd und Umland
  - Dorfkirche Degenfeld
  - St.Cyriakus Bettringen
  - St. Cyriakus Straßdorf
  - Wallfahrtskirche Hohenrechberg
  - Schloss- und Wallfahrtskirche Hohenstadt
  - Wallfahrtskirche Unterkochen
  - Klosterkirche Lorch
  - Täferrot

## Preis der Europäischen Kirchenmusik
Anlässlich dieses Festivals vergibt die Stadt Schwäbisch Gmünd seit 1999 in der Regel jährlich den Preis der Europäischen Kirchenmusik an hochrangige Komponisten und Interpreten.

## Internationaler Wettbewerb für Orgelimprovisation

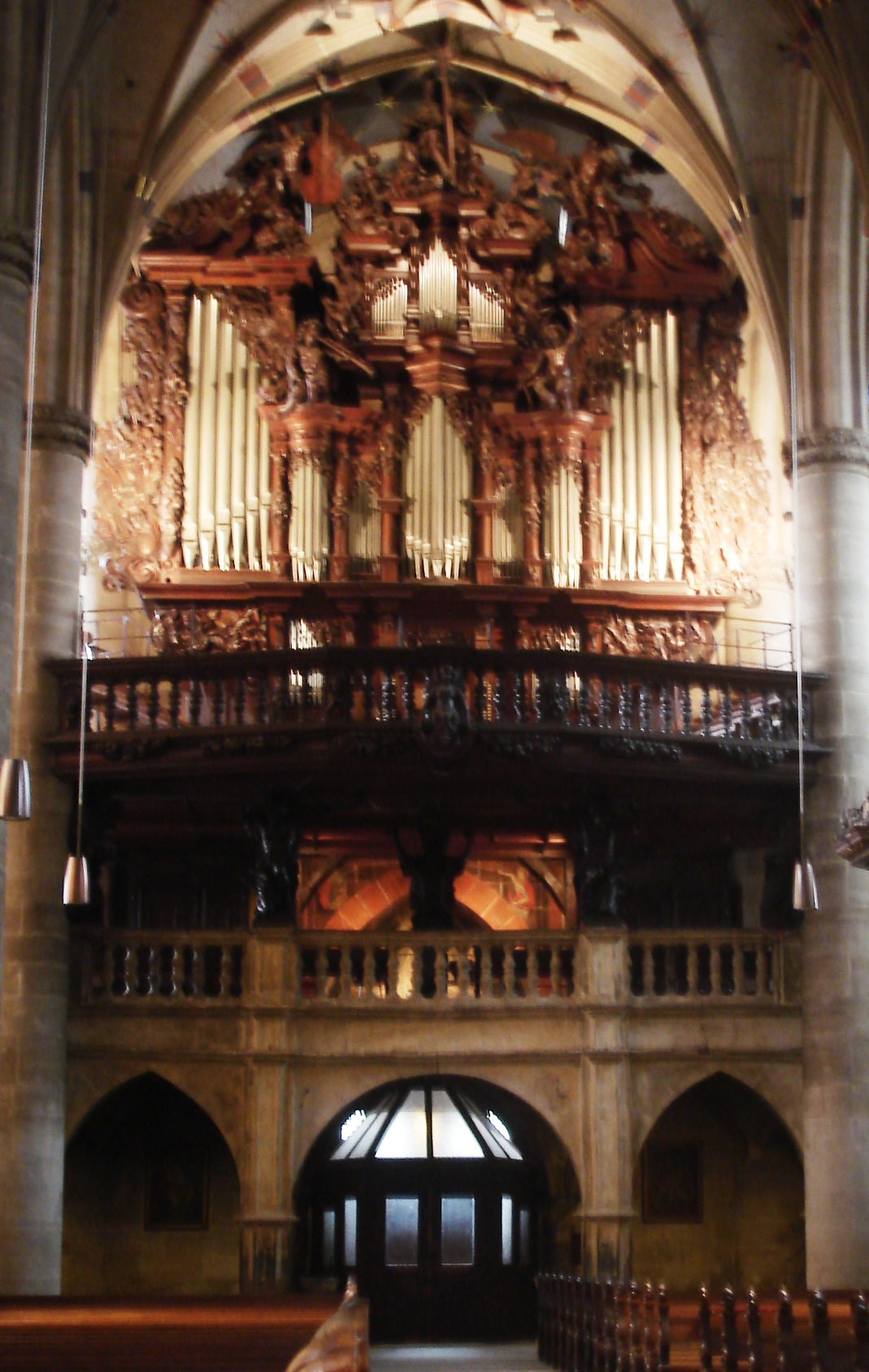
Die Orgel der Finalrunde im Heilig-Kreuz-Münster

Der Internationale Wettbewerb für Orgelimprovisation findet alle zwei Jahre im Rahmen des Festivals in Schwäbisch Gmünd statt und gilt als einer der wenigen ständigen Wettbewerbe dieser Art in Deutschland. Die Finalrunde findet regelmäßig an der Klais-Orgel des Heilig-Kreuz-Münsters statt. Seit 2013 wird der jeweils erste Preis des Wettbewerbs als Hubert-Beck-Preis, zu Ehren des verstorbenen Mitbegründers des Festivals und langjährigen Jury-Mitgliedes Hubert Beck verliehen.

### Preisträger des Internationalen Wettbewerbs für Orgelimprovisation
Preisträger und Jurymitglieder waren bisher:
- 2025 Christoph Preiß (Hubert-Beck-Preis); Antonio Eggert (2. Preis); Jakob Schönborn-Dietz (2. Preis und Publikumspreis)
Jury: Martin Baker; Thomas Ospital; Stephan Beck
- 2023 Enno Gröhn (Hubert-Beck-Preis und Publikumspreis); Simon Rager (2. Preis); Julian Beutmiller (3. Preis)
Jury: Sietze de Vries; Baptiste-Florian Marle-Ouvrard; Stephan Beck
- 2021 Adam Bernadac (Hubert-Beck-Preis und Publikumspreis); Marcel Eliasch (2. Preis); Florian Schuster (3. Preis)
Jury: Zuzana Ferjenčíková; Karol Mossakowski; Stephan Beck
- 2019 Cyril Julien (Hubert-Beck-Preis); Filip Presseisen (2. Preis und Publikumspreis); Mannes Hofsink (3. Preis)
Jury: Sophie-Véronique Cauchefer-Choplin; Gereon Krahforst; Stephan Beck
- 2017 Martin Sturm (Hubert-Beck-Preis); Christian Groß (2. Preis und Publikumspreis); Peter Schleicher (2. Preis und Publikumspreis)
Jury: Gabriel Marghieri, Hayo Boerema, Stephan Beck
- 2015 Geerten Liefting (Hubert-Beck-Preis); Peter Schleicher (2. Preis); Benedikt Nuding (3. Preis und Publikumspreis)
Jury: Zuzana Ferjenčíková, Ansgar Wallenhorst, Stephan Beck
- 2013 David Cassan (Hubert-Beck-Preis); Peter Schleicher (2. Preis und Publikumspreis); Geerten Liefting (3. Preis)
Jury: Philippe Lefebvre, Jos van der Kooy, Stephan Beck
- 2011 Tobias Aehlig (1. Preis und Publikumspreis); Maximilian Pöllner (2. Preis); Peter Schleicher (3. Preis)
Jury: Louis Robilliard, Stefan Therstam, Stephan Beck
- 2009 Martin Bacot (1. Preis); Sebastian Küchler-Blessing (3. Preis und Publikumspreis)
Jury: Jean-Pierre Leguay, Hayo Boerema, Stephan Beck
- 2007 Stephan Kreutz (1. Preis); Thomas Schnorr (2. Preis); Alexander David Nuber (3. Preis und Publikumspreis)
Jury: Pierre Pincemaille, Lionel Rogg, Hubert Beck
- 2005 Rudolf Müller (1. Preis und Publikumspreis); Lutz Brenner (2. Preis); Markus Uhl (3. Preis)
Jury: Bernard Bartelink, David Briggs, Hubert Beck
- 2003 Sebastian Bange (1. Preis und Publikumspreis); Lutz Brenner (3. Preis)
Jury: Werner Jacob, Frédéric Blanc, Hubert Beck
- 2001 Sebastian Bange (2. Preis und Publikumspreis); Jörg Josef Schwab (3. Preis)
Jury: Wolfgang Seifen, Thierry Escaich, Hubert Beck
- 1999 Ulrich Klemm (1. Preis); Jutta Bitsch (2. Preis und Publikumspreis); Thomas Lennartz (3. Preis)
Jury: Rudolf Meyer, Thierry Mechler, Hubert Beck
- 1997 David Timm (1. Preis); Christoph Hamm (1. Preis und Publikumspreis); Sebastian Bange (3. Preis und Publikumspreis)
Jury: Jos van der Kooy, Éric Lebrun, Hubert Beck
- 1995 Martin Bambauer (1. Preis und Publikumspreis); Otto Maria Krämer (2. Preis); Manuel Gera (3. Preis)
Jury: Werner Jacob, Lionel Rogg, Hubert Beck
- 1993 Peter Reulein (2. Preis und Publikumspreis); Karl-Bernhardin Kropf (2. Preis); Franz Josef Stoiber (3. Preis)
Jury: Albert de Klerk, Jacques Taddei, Hubert Beck
- 1991 Rijk Jansen (2. Preis und Publikumspreis); Thomas Friedrich Dahl (3. Preis)
Jury: Franz Lehrndorfer, Peter Planyavsky, Jan Raas, Hubert Beck
- 1989 Johannes Mayr (1. Preis); Wolfgang Hörlin (2. Preis);  Cor Ardesch (3. Preis)
Jury: Hans Haselböck, Werner Jacob, Piet Kee, Hubert Beck

## Kompositionswettbewerb Zeitgenössische Geistliche Musik
Der Kompositionswettbewerb Zeitgenössische Geistliche Musik wird im Wechsel mit einem Kompositionsauftrag, alle zwei Jahre, im Rahmen des Festivals ausgeschrieben. Eine Jury begutachtet die eingereichten Stücke anonym und vergibt den zurzeit mit 2500 Euro dotierten Preis an einen der Komponisten. Die Uraufführung des prämierten Stückes ist Teil des Programms des Festivals. Die eingereichten Stücke stammen aus der ganzen Welt, so 2010 aus Europa, Amerika und Australien.

### Preisträger des Kompositionswettbewerbs Zeitgenössische Geistliche Musik
| Jahr | Komponist         | Werk                                                                  | Uraufführung   |
| ---- | ----------------- | --------------------------------------------------------------------- | -------------- |
| 2023 | Alexander Lederer | Breath of God                                                         | 14. Juli 2023  |
| 2020 | Jens Klimek       | Appell                                                                | 15. Juli 2022  |
| 2018 | Otto Wanke        | …durch…                                                               | 13. Juli 2018  |
| 2018 | Patrick Walliser  | Hymne                                                                 |                |
| 2016 | Stephan Lenz      | You are all children of God                                           | 7. August 2016 |
| 2016 | Tilman Jäger      | Als Mann und Frau                                                     | 7. August 2016 |
| 2014 | Günter Berger     | El Roi-Impressionen                                                   | 18. Juli 2014  |
| 2012 | Dominik Susteck   | Zwischenklänge                                                        | 27. Juli 2012  |
| 2010 | Terence Yap       | View of the Son from the Father’s Eye                                 | 16. Juli 2010  |
| 2008 | Gaetano Lorandi   | Lege mich wie ein Siegel auf dein Herz                                | 11. Juli 2008  |
| 2008 | Rucsandra Popescu | ... und hast mich lieb ... (Förderpreis)                              |                |
| 2006 | Frank Gerhardt    | enthüllt / ohne erde (antiphon II). psalm 90 für chor und streichtrio | 21. Juli 2006  |
| 2003 | Dieter Buwen      | Hochrot                                                               | 11. Juli 2003  |
| 2003 | Jong-Sam Kim      | Leidenschaft                                                          | 11. Juli 2003  |
| 2001 | Jong-Sam Kim      | Licht-Jetzt                                                           | 13. Juli 2001  |
| 2001 | Hans Schanderl    | Ex Lux Aeterna                                                        | 13. Juli 2001  |
| 1999 | Peter Wittrich    | Hymnische Motette                                                     | 23. Juli 1999  |
| 1997 | Detlef Dörner     | Kantate der Hoffnung-Speravit anima mea                               | 25. Juli 1997  |
| 1995 | Marion Bluthard   | Kurze Zeit?                                                           | 21. Juli 1995  |
| 1995 | Ulrich Wolf       | Nur noch kurze Zeit                                                   | 21. Juli 1995  |
| 1991 | Friedo Matthies   | Gospelmotette Singet dem Herrn ein neues Lied                         | 5. Juli 1991   |
| 1991 | Erich K. Reymaier | Psalm CXIII Preiset oh Ihn                                            | 5. Juli 1991   |
| 1991 | Franz Surges      | Aufruf an alle Völker – Nun lobet Gott im hohen Thron                 | 5. Juli 1991   |

## Auszeichnungen
Im Jahr 2010 wurde das Festival von der Initiative der Bundesregierung, der deutschen Wirtschaft und der Deutschen Bank Deutschland – Land der Ideen, für seine „Kreativität und Innovationskraft“ mit einem Preis ausgezeichnet. In den Jahren 2017/2018 und 2019–2021 wurde das Festival mit dem EFFE-Label ausgezeichnet. Das Label EFFE steht für „Europe For Festivals – Festivals For Europe“, eine Initiative der Europäischen Union. EFFE ist ein Qualitätslabel, das internationale Anerkennung für die exzellente Arbeit von Festivals bietet.